# Anna Wyszkoni
Anna Maria Wyszkoni, nota come Ania (Tworków, 21 luglio 1980), è una cantante e compositrice polacca.
Dal 1996 al 2010 ha fatto parte del gruppo musicale Łzy. Ha pubblicato quattro album da solista: Pan i Pani (2009), Życie jest w porządku (2012), Kolędy wielkie (2015) e Jestem tu nowa (2017).
Nel 2010 la rivista "Machina" l'ha inserita nella lista delle 50 migliori cantanti polacche.

## Biografia

### Istruzione
Ha studiato alla scuola primaria di Tworków "Niccolò Copernico" e al liceo
"II Liceum Ogólnokształcącym im. Adama Mickiewicza" a Racibórz.

### 1996-2010: Debutto con il gruppo Łzy

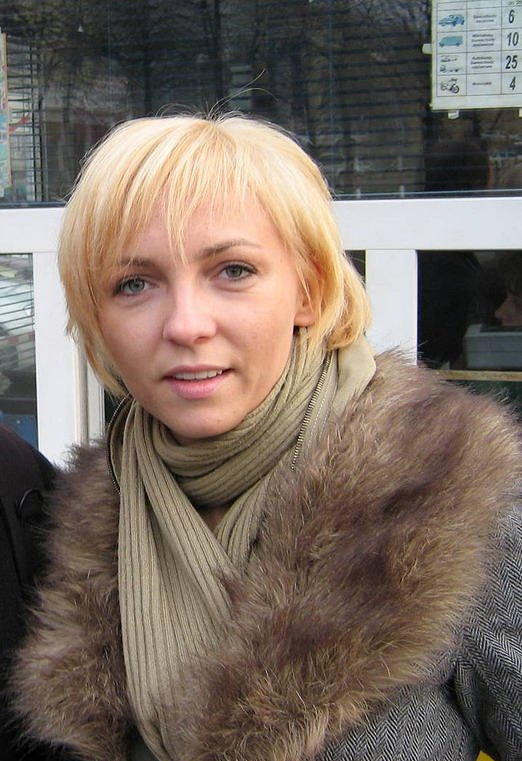
Anna nel 2008

Nel 1996 è diventata un membro della banda Łzy. Nello stesso anno, la band pubblicò un demo tape, di cui le canzoni furono trasmesse in onda da diverse stazioni radio locali. Il primo successo da solista di Anna Wyszkoni è stato quando ha conquistato il primo posto, due distinzioni di sponsor e il premio del pubblico al Vocal Festival di Wyszków. Nel 1998 è stato pubblicato l'album di debutto intitolato Słońce.
Nel 2010 Anna abbandona il gruppo per continuare la sua carriera da solita.

### 2010–2011:Pan i Pani

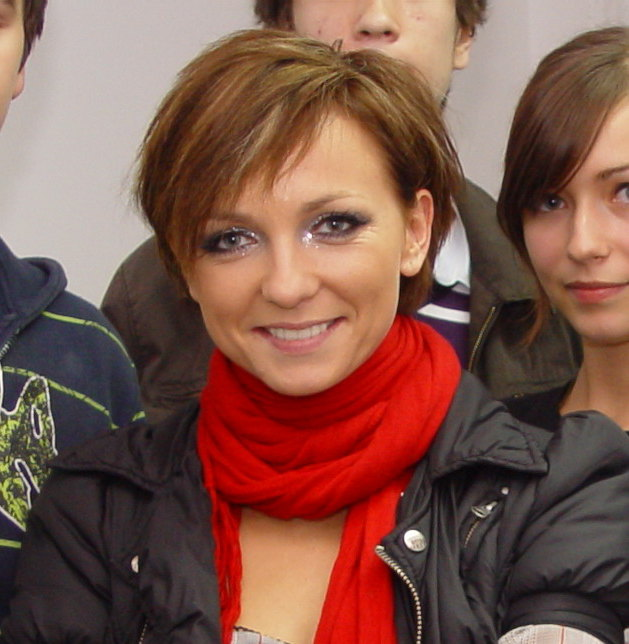
Anna nel 2008

Il 23 agosto 2008, insieme al team di Video Wyszkoni, ha partecipato al concorso per l'Amber Nightingale al Sopot Festival 2008, prendendo il secondo posto per la performance della loro canzone Soft.
Il 27 aprile 2009 è uscito il suo primo singolo da solista, Czy ten pani i pani. Il 29 giugno 2009, la Sony Music ha pubblicato il suo album di debutto da solista, Mr. and Mrs, che un anno dopo l'uscita ha ottenuto il disco di platino. Altri singoli che lo promuovevano erano canzoni "With silence within four walls" (2009) e "Lampa i kanapka" (2010).

## Discografia

### Album in studio
- 2009 – Pani i Pani
- 2012 – Życie jest w porządku
- 2015 – Kolędy wielkie
- 2017 – Jestem tu Nowa